# Bohaterowie (film 1994)
Bohaterowie (włos. I mitici - Colpo gobbo a Milano) – włoska komedia kryminalna z 1994 roku w reżyserii Carla Vanziny.